# Omniworld Almere
Pour les articles homonymes, voir Almere (homonymie).
L' Omniworld Almere est un club de volley-ball néerlandais, basé à Almere, et évoluant au plus haut niveau national (Eredivisie).

## Palmarès
- Coupe des Pays-Bas : 2003, 2004
- Supercoupe des Pays-Bas : 2002, 2003, 2004

## Joueurs majeurs
- Jeroen Trommel  Pays-Bas (réceptionneur-attaquant, 1,94 m)